# Американо-кенийские отношения
Американо-кенийские отношения — двусторонние дипломатические отношения между США и Кенией.

## История
В 1964 году Соединенные Штаты установили дипломатические отношения с Кенией, после того как в декабре 1963 года она получила независимость от Великобритании. Между странами сложились теплые отношения и прочное стратегическое партнерство. В 2002 году отношения стали ещё ближе после перехода к власти в Кении демократов и последующих реформ в сфере гражданских свобод. В 2007 году в результате широкомасштабного насилия после спорных итогов президентских выборов в Кении, Соединенные Штаты поддержали радикальные политические и институциональные программы реформ, принятой коалиционным правительством, центральной из которых была конституционная реформа. В августе 2010 года кенийцы приняли новую конституцию на всенародном референдуме и провели президентские выборы в марте 2013 года. Из-за частых засух в результате изменения климата, Кения сталкивается с проблемами в экономике, здравоохранении и экологии. Коррупция и высокий уровень преступности являются двумя наиболее серьёзными препятствиями для Кении для достижения устойчивого и быстрого экономического роста, Соединенные Штаты призвали правительство Кении принять эффективные меры для борьбы с этими явлениями. Гражданская война в соседнем Сомали представляет серьезную угрозу безопасности и гуманитарные проблемы для Кении и всего региона.
Правительства США и Кении провели третью итерацию двустороннего стратегического диалога между США и Кенией в Вашингтоне, округ Колумбия, 24 апреля 2023 года. Стратегическое партнерство между США и Кенией основано на взаимном сотрудничестве, уважении и общее видение устойчивого развития. Государственный секретарь США Энтони Блинкен и секретарь кабинета министров Кении по иностранным делам и делам диаспоры Альфред Мутуа обсудили укрепление двусторонних отношений по всем пяти направлениям Стратегического партнерства и продвижение мира и процветания в Кении, Африке и за ее пределами.

## Торговля
Кения имеет право на льготы в торговле с США в рамках программы Африканского экономического роста и возможностей. Экспорт из США в Кению: сельскохозяйственные продукты, самолеты и машины. Импорт США из Кении: одежда, кофе и чай. США осуществляет инвестиции в экономику Кении, в первую очередь в сфере торговли, легкой промышленности и индустрии туризма. У Соединенных Штатов подписано торговое и рамочное соглашение с Восточноафриканским сообществом.